# Beckley (West Virginia)
Beckley er en by i den amerikanske delstat West Virginia. Byen har 17.286(2020) indbyggere. 
Beckley er beliggende i Raleigh County og udgør det administrative centrum i county'et.